# Pesquera de Duero (ort)
Pesquera de Duero är en ort i Spanien.   Den ligger i provinsen Provincia de Valladolid och regionen Kastilien och Leon, i den centrala delen av landet, 140 km norr om huvudstaden Madrid. Pesquera de Duero ligger 750 meter över havet och antalet invånare är 535.
Terrängen runt Pesquera de Duero är platt åt nordväst, men åt sydost är den kuperad. Pesquera de Duero ligger nere i en dal. Runt Pesquera de Duero är det glesbefolkat, med 19 invånare per kvadratkilometer. Närmaste större samhälle är Peñafiel, 5,6 km sydost om Pesquera de Duero. Trakten runt Pesquera de Duero består till största delen av jordbruksmark.